# Downhere
Downhere is een christelijke rockgroep die zijn oorsprong heeft in Canada, en later Nashville als thuisbasis heeft. Downhere is in 1999 opgericht door zanger-pianist-gitarist Jason Germain en zanger-leadgitarist Marc Martel, aangevuld met bassist Glenn Lavender en drummer Jeremy Thiessen. De band heeft zes studioalbums uitgebracht en won onder meer de Juno en Covenant Awards.

## Biografie

### 2000-2005
De band is geformeerd door Marc Martel en Jason Germain die op Briercrest Bible College in Caronport, Saskatchewan kamergenoten waren. Ze voegden mede-canadezen Jeremy Thiessen and Tyson Manning toe, samen met de Amerikaan Corey Doak. In die formatie wordt het naamloze debuutalbum onafhankelijk uitgebracht bij Slyngshot Records. Daarna verlaten Tyson en Doak de band.
Downhere tekent vervolgens bij Word Records. In february 2001 verhuizen ze naar Nashville, Tennessee. Niet lang daarna wordt bassist Glenn Lavender, die ze twee jaar eerder hebben ontmoet nadat diens band uit elkaar is gegaan, aan de band toegevoegd. Samen met hem wordt in 2001 het debuutalbum opnieuw uitgebracht, als hun internationale debuut.
Hun tweede album, "So much for substitutes" (World Records) komt uit in 2003. Na dit album wordt het een tijdje stil rond de band.

### 2006-2010
In 2006 tekent downhere bij Centricity Records en brengen hun derde album "Wide-Eyed and Mystified" uit, wat de band in 2007 een Juno Award oplevert voor "Contemporary Christian/Gospel Album of the Year" en Covenant Awards voor "Rock Album of the Year" en "Recorded Song of the Year" voor het nummer "A Better Way".
Begin 2007 brengt de Wide-Eyed and Simplified uit die nieuwe versies van acht nummers van Wide-Eyed and Mystified bevat, naast drie populaire nummers van eerdere uitgaven. Later in 2007 komt "Thunder After Lightning (The Uncut Demos)" uit. Dit album bevat 15 niet eerder uitgebrachte demo's die bedoeld waren voor "Wide-Eyed and Mystified", maar daarvoor niet gebruikt zijn. Daarnaast bevat de CD ook demo's van twee nummers die Wide-Eyed and Mystified wel gehaald hebben.
Tussendoor brengt de band in April 2007 ook nog de ep "Thank You for Coming (The Live Bootlegs)", een verzameling van zes live nummers opgenomen in 2007 tijdens de tournee met Jason Gray & Lanae Hale.
"Ending is beginning", het volgende album verschijnt in september 2008. Eerder in juni geeft de band voor een aantal dagen al nummers vrij voor de fans, zodat die input kunnen geven over welke songs volgens hen op het album moeten verschijnen.
In oktober 2009 komt "How Many Kings: Songs for Christmas" uit. Dit album bevat een aantal kerstnummers, waaronder "How Many Kings", die als bonus track op "Ending Is Beginning" te vinden is.
Tussen de verschijning van "Ending is Beginning" en het volgende studioalbum "On the Altar of Love" (2011) brengt downhere "Two at a time: sneek peeks & B-sides uit. Deze cd bevat een collectie oudere nummers die over een periode van tijd in de carrière van de band geschreven zijn. Daarnaast bavat het album ook twee nieuwe nummers.

### 2011 tot het einde
In augustus 2011 verschijnt het laatste album "On the Altar of Love". Het is een mix van de oude, bekende klanken en invloeden van andere artiesten. In september van datzelfde jaar trekt zanger Marc Mattel de aandacht op YouTube vanwege zijn cover van Somebody to Love van Queen, als auditie voor deelname aan de Queen-tributeband. Martel wordt geselecteerd als een van de zes winnaars en treedt als gevolg daarvan een aantal jaren met Queen Extravaganza op door heel Amerika en daarbuiten. In augustus 2015 speelt hij met die formatie in de Melkweg in Amsterdam.
In juli 2012 kondigen de bandleden aan dat 1 januari 2013 het einde zal zijn van hun tournees in de nabije toekomst. Ze geven duidelijk aan dat de band niet uit elkaar gaat en dat ze nog steeds open staan om af en toe op festivals te spelen. Alle bandleden geven aan dat ze voelen dat God hen in verschillende richtingen leidt, wat deze stap als logisch gevolg heeft.

## Discografie
- On the Altar of Love (2011)
- Two at a Time (2010)
- How Many Kings: Songs for Christmas (2009)
- Ending Is Beginning (2008)
- Thunder after Lightning (2007)
- Wide-Eyed and Simplified (2007)
- Bethlehem Skyline (2006)
- Wide-Eyed and Mystified (2006)
- So Much for Substitutes (2003)
- Downhere (2001)